# Большой бегинаж (Мехелен)
Большой бегинаж в Мехелене (нидерл. Groot Begijnhof van Mechelen) — бегинаж, расположенный в бельгийском городе Мехелен. В 1998 году вместе с другими фламандскими бегинажами включён в список Всемирного наследия ЮНЕСКО.

## Малый бегинаж
Бегинки в Мехелене изначально жили в разрозненных домах по всему городу, а в начале XIII века, как указывает Валерий Реммер (лат. Remmerus Valerius), начали организованно селиться у церкви Святой Екатерины. В середине XIII, в связи с ростом числа бегинок, ими был приобретён участок земли позади церкви, на котором обосновался первый, так называемый Малый бегинаж. В 1259 году монастырской общиной было подано прошение о предоставлении земли за городом, чтобы разместить на ней новый бегинаж.

## Большой бегинаж
Большой бегинаж расположился на площади 20 акров. Были построены дома для бегинок, в 1276 году возведена церковь, в 1286 году бегинаж получил статус отдельного прихода. В 1370 году в нём насчитывалось более 100 домов. В 1467 году, во время визита Карла Смелого, его приветствовали не менее 900 бегинок. Своего пика бегинаж достиг в 1550 году, когда в нём проживало более 1500 бегинок.
Но уже в 1566 году бегинаж становится жертвой иконоборцев, а в 1576 году подвергается разграблению со стороны наёмников герцога Альба. В 1578 году Большой бегинаж был сожжён по приказу бургомистра Мехелена, чтобы не допустить его использования в качестве опорной базы для штурма города.
Оставшиеся бегинки бежали в Лёвен, Брюссель и Антверпен. Им удалось вернуться в 1580-м, и с этого момента начинается восстановление общины. Сначала они поселились в Кайзерхофе на улице Кайзерстраат, затем в аббатстве Боудеоло. С 1595 по 1614 годы община приобрела земли за домами на улице Синт-Кателенестраат и обнесла участок стеной. В 1629 году временная часовня заменяется церковью, построенной в стиле барокко. Возвращение популярности бегинажей в XVII веке способствует дальнейшему развитию.
В XVIII веке начинается упадок бегинажа. По данном переписи, в 1720 году в общине насчитывалось 700 бегинок, в 1750 — уже 480,  300 в 1790 и 265 в 1800 году. После Великой французской революции бегинаж закрывается, а здания превращаются в учреждения здравоохранения. В это время были снесены ворота, а церковь продана. Однако она попала в руки людей, которые вновь пожертвовали её верующим, и в 1804 году в ней снова начались службы, а с 1814 года в бегинаже снова открыто поселились бегинки.
Последние две бегинки Большого бегинажа скончались в 1980-х годах. С 1970-х годов здания бегинажа переходят в частные руки и восстанавливаются их хозяевами, что превращает территорию в благоустроенную туристическую достопримечательность.